# Камаре-сюр-Мер
Камаре́-сюр-Мер (фр. Camaret-sur-Mer) — муниципалитет во Франции, в регионе Бретань, департамент Финистер, округ Шатолен, кантон Крозон. 
Население —  2466 человек (2016).
Муниципалитет расположен приблизительно в 520 км к западу от Парижа, 220 км к западу от Ренна, 50 км северо-западнее Кемпера.

## Демография
| Демография Камаре-сюр-Мер | Демография Камаре-сюр-Мер | Демография Камаре-сюр-Мер | Демография Камаре-сюр-Мер | Демография Камаре-сюр-Мер | Демография Камаре-сюр-Мер | Демография Камаре-сюр-Мер | Демография Камаре-сюр-Мер | Демография Камаре-сюр-Мер | Демография Камаре-сюр-Мер | Демография Камаре-сюр-Мер |
| ------------------------- | ------------------------- | ------------------------- | ------------------------- | ------------------------- | ------------------------- | ------------------------- | ------------------------- | ------------------------- | ------------------------- | ------------------------- |
| Год                       | 1793                      | 1891                      | 1962                      | 1968                      | 1975                      | 1982                      | 1990                      | 1999                      | 2009                      | 2019                      |
| Население                 | 685                       | 2003                      | 3593                      | 3272                      | 3047                      | 2933                      | 2668                      | 2618                      | 2576                      | 2466                      |

## Экономика
В 2007 году среди 1483 человек в трудоспособном возрасте (15—64 лет) 925 были активные, 558 — неактивные (показатель активности 62,4 %, в 1999 году было 62,7 %). Из 925 активных работало 814 человек (450 мужчин и 364 женщины), безработных было 111 (49 мужчин и 62 женщины). Среди 558 неактивных 127 человек было учениками или студентами, 270 — пенсионерами, 161 был неактивен по другим причинам.
В 2008 году в муниципалитете числилось 1351 налогооблагаемое домохозяйство в которых проживали 2597,5 лица, медиана доходов выносила 16 763 евро на одного потребителя.